# Blue Cheese & Coney Island
Albums de Bizarre
Hannicap Circus
(2005) Friday Night at St. Andrews
(2010)
Singles
1. Fat Boy
Sortie : 2007
2. So Hard
Sortie : 2007
3. Animal
Sortie : 2007

Blue Cheese & Coney Island est le deuxième album studio de Bizarre, sorti le 23 octobre 2007.

## Liste des titres
| No  | Titre                                                                                            | Contient un (des) sample(s) de | Durée |
| --- | ------------------------------------------------------------------------------------------------ | ------------------------------ | ----- |
| 1.  | Rock Out (featuring King Gordy – Produit par Nick Speed)                                         |                                | 3:38  |
| 2.  | Knock 'Em Out (featuring King Gordy et Tech N9ne – Produit par Dub Muzik)                        |                                | 3:39  |
| 3.  | So Hard (featuring Monica Blaire – Produit par Silent Riot)                                      |                                | 3:49  |
| 4.  | Sex Tape (Produit par Dub Muzik)                                                                 |                                | 2:39  |
| 5.  | Animal (featuring King Gordy et Razaaq – Produit par Alphabet)                                   |                                | 3:59  |
| 6.  | How I Hustle (featuring 7 Nation et K.B. – Produit par Kidd)                                     |                                | 4:23  |
| 7.  | Welcome 2 the D (featuring Young Miles, Lil Skeeter, Kuniva et Stretch Money – Produit par Kidd) |                                | 4:45  |
| 8.  | Get This Money (featuring Maestro – Produit par Silent Riot)                                     |                                | 2:51  |
| 9.  | Got This Addiction (Produit par Rencen)                                                          |                                | 3:04  |
| 10. | Wicked (featuring King Gordy et Twiztid – Produit par Rencen)                                    |                                | 4:06  |
| 11. | She's Homeless (Produit par Kidd)                                                                |                                | 3:02  |
| 12. | Start a Mosh Pit (Produit par Silent Riot)                                                       |                                | 3:35  |
| 13. | Cakin' (featuring Dub, Gam, Scarchild et King Gordy – Produit par A Piece of Strange)            |                                | 5:29  |
| 14. | G-14 (Produit par Dub Muzik)                                                                     |                                | 3:41  |
| 15. | Da Fat Boy Dance (Produit par Seige)                                                             |                                | 5:05  |
| 16. | Fat Boy (featuring King Gordy ry Monica Blaire – Produit par Jeff Bass)                          | We Fly High de Jim Jones       | 3:53  |